# المحدث الفاصل بين الراوي والواعي
المحدث الفاصل بين الراوي والواعي. كتاب صنفه القاضي الحسن بن عبد الرحمان الرامهرمزي، في أصول الحديث وأملاه على طلابه الذين رووه عنه، وسمعه منهم كثيرون، وتناقله أهل الحديث جيلا بعد جيل، وذكره كثير من العلماء في كتبهم، ونقلوا عنه فإذا قال أحدهم: قال الرامهرمزي أو ابن خلاد كذا وكذا، فإنما يعني ما ذكره في المحدث الفاصل.
ويعتبر أول كتاب وُضع في علم أصول الحديث، تدارسه كبار العلماء القدامى الذين اشتغلوا بالحديث وعلومه ونقلوا عنه، صنف ابن خلاد كتابه هذا قبل كتاب علوم الحديث للحاكم النيسابوري بنصف قرن قريبا، وقبل كتاب الكفاية في علم الرواية للخطيب البغدادي بقرن، وقد اقتبس منه كثيرا.
جمع فيه طرق رواية الحديث و سماعه، وما يدور بين أهل الحديث في هذا المجال، ذكر في مقدمة الكتاب، فضل علم الحديث و رجاله، و منزلتهم الرفيعة، ثم ابتدأ الكتاب باب فضل الناقل لسنة رسول الله -صلى الله عليه وسلم- ثم باب فضل الطالب لسنة رسول الله -صلى الله عليه و سلم- و الراغب فيها والمستن بها، ثم باب النية في طلب الحديث، ثم بباب أوصاف الطالب و آدابه، و ختمه بباب المصنفون من رواة الفقه في الامصار.
كانت علوم الحديث مبثوثة في مؤلفات المتقدمين، وكثير منها إنما كان نتيجة استقراء لصنيع المتقدمين، فجاء الرامهرمزي فلمّ الشتات في "المحدث الفاصل"، ثم جاء بعده الحاكم فصنف كتابه "معرفة علوم الحديث"، وهو أوسع من كتاب الرامهرمزي بالنسبة لعدد الأنواع.